# نادي غيتزهد
نادي غيتزهد (بالإنجليزية: Gateshead Football Club )‏ هو نادي كرة قدم بريطاني تأسس في 1977 ، يقع مقره الرئيسي في غيتسهيد، ويلعب في دوري الدرجة الخامسة الإنجليزي.

## وصلات خارجية
- الموقع الرسمي